# Астаф'єв Олексій Сергійович
Олексі́й Сергі́йович Аста́ф'єв (*13 серпня 1867 — †1923) — український військовий діяч, учасник українського національно-визвольного руху 1917–1921 рр.. Також відомий під ім'ям Олелько Сергійович Остапура-Степовий.

## Життєпис
Олексій Астаф'єв народився 13 серпня 1867 року. Походив з дворян Харківської губернії. За родинним переказом, предки мали прізвище Остапура, однак дід Олексія змінив прізвище на Астаф'єв. Закінчив 2-й Московський кадетський корпус, у 1886 році — Михайлівське артилерійське училище. Служив у 31-й артилерійській бригаді (Білгород). У 1892 році закінчив Миколаївську інженерну академію.
З 21 червня 1902 до 4 січня 1906 рр. перебував у відставці: грав у театральній трупі Марка Кропивницького під псевдонімом «Степовий». 4 січня 1906 року повернувся на військову службу: викладав інженерну справу у Чугуївському військовому училищі. З 18 квітня 1910 року — полковник. З 1 вересня 1914 року — викладач 2-го Київського Миколаївського військового училища.
З кінця 1917 року — начальник відділу військово-навчальних закладів Військового міністерства Центральної Ради, учасник Січневих вуличних боїв у Києві проти червоних. З 3 березня 1918 року — начальник Головної шкільної управи Армії УНР та Армії Української Держави.
1 серпня 1918 року був звільнений з посади із зарахуванням у резерв Головного штабу Української Держави. 13 серпня 1918 року був підвищений до звання генерального хорунжого Армії Української Держави. За часів правління гетьмана Павла Скоропадського звернувся до гетьмана із проханням про зміну свого прізвища на «Остапура-Степовий».
У грудні 1918 — січні 1919 рр. — начальник Головної шкільної управи Дієвої армії УНР. У січні-червні 1919 року — військовий аташе УНР у Османській імперії, після повернення — у розпорядженні Головного управління Генерального штабу (ГУГШ) Української Народної Республіки. З 25 серпня 1919 року — старшина для доручень 2-го помічника Військового міністра УНР. У жовтні-листопаді 1919 року займався формуванням Інженерної школи старшин.
У грудні 1919 року повернувся до Чугуєва. За деякими даними протягом 1920–1923 рр. очолював повстанські загони на Харківщині та загинув у бою з червоними — між істориків побутує думка, що отаман Степовий, загін якого діяв у районі Змієвих валів вздовж Сіверського Дінця (притоки Дону) і який загинув від куль чекістів, і був Астаф'єв.
Також деякі дослідники схиляються до думки, що Астафієв Олелько Сергійович і Астаф'єв — одна людина.